# Maestras de la Segunda República

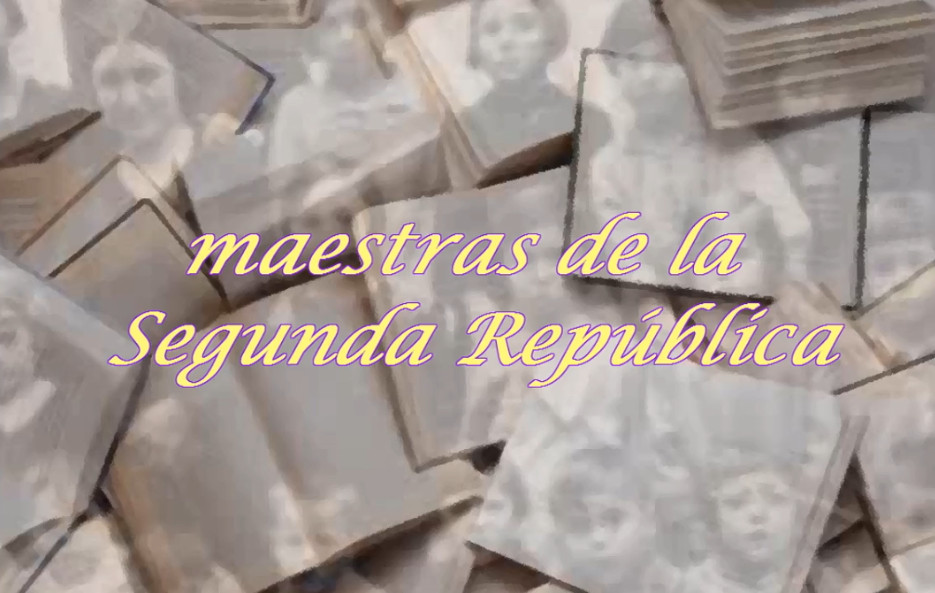

Las maestras de la Segunda República española conforman un ‘«corpus»’ laboral con valor socio-histórico, desarrollado en España entre 1931 y 1936. Distintos analistas han diferenciado cuatro periodos para su estudio: «eclosión, expansión, destrucción y recuperación». Los dos primeros transcurren entre los años de gestión de la República, respaldados por el proceso de reorganización del Consejo de Instrucción Pública y el diseño pedagógico de Lorenzo Luzuriaga. El conflicto Iglesia-Estado, provocado en 1933 con la aprobación de la Ley de Confesiones y Congregaciones Religiosas, marcaría las coordenadas y consignas para la posterior depuración del colectivo de maestros y maestras. Se ha estudiado y señalado la implicación de los gestores de la educación exclusivamente católica en el rechazo corporativo de la educación laica, mixta y gratuita, propuesta por la República. Este enfrentamiento desencadenó la persecución y destrucción del colectivo culminada de forma oficial con la llamada depuración franquista del magisterio español, organizado y ejecutado por el gobierno de Franco y la Iglesia Española en los años que siguieron a la Guerra Civil.
Casi medio siglo después, el colectivo de maestras republicanas fue recuperado de forma simbólica en el marco de la democracia española, como capítulo singular en el estudio y revisión de la memoria histórica, entendida como «esfuerzo consciente de los grupos humanos por recuperar su pasado, sea éste real o imaginado, valorándolo y tratándolo con especial respeto», y siguiendo la filosofía del historiador Pierre Nora.

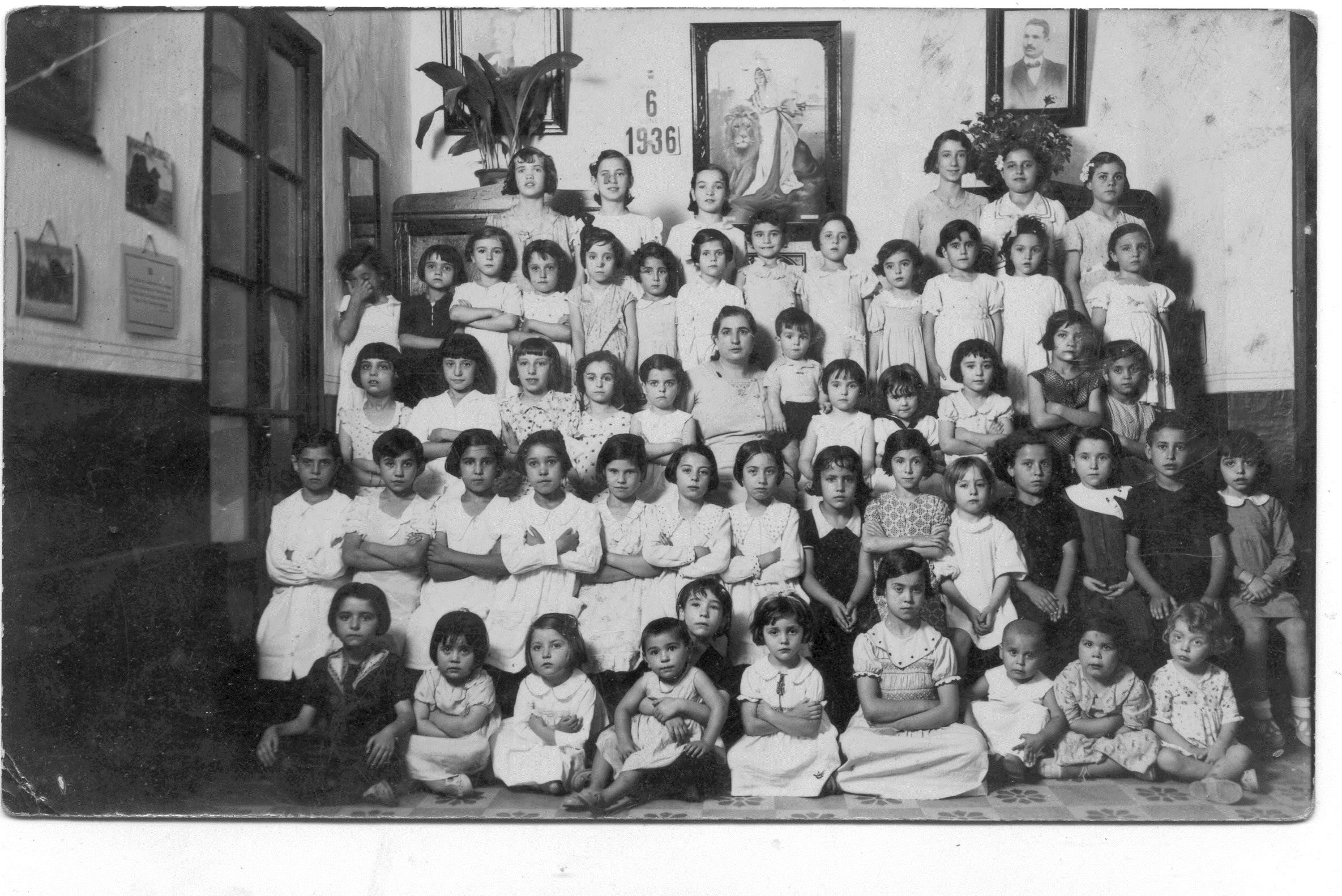
Escuela de José Sánchez Rosa, maestro racionalista andaluz seguidor del modelo propugnado por Francisco Ferrer Guardia. Imagen tomada en la Sevilla de 1936, poco antes de la rebelión militar, autoproclamada con el nombre de ‘Alzamiento Nacional’.

## Historia

### Periodo emergente (1931-1932)

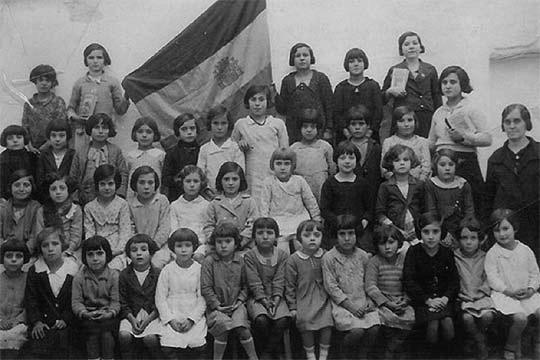
Una maestra y su clase en la localidad de El Saucejo, hacia 1931.

En abril de 1931, el recién estrenado gobierno republicano se planteó como uno de los objetivos primordiales la creación de 27.000 escuelas, proyecto que por diversas causas, económicas, políticas, sociales y religiosas, se quedaría en 16.000 escuelas.
La punta de lanza del primer gobierno de la República fue el Plan Profesional de Magisterio, obra del ministro de Instrucción Pública Marcelino Domingo, orientado a la formación y mejora del estatus de los maestros (y considerado aún por «muchos historiadores de la educación como el mejor plan formativo que ha tenido España»). Dicho plan, compuesto por tres años de teoría y un cuarto de «prácticas remuneradas», equiparó los estudios de magisterio con los universitarios. El salario del profesorado, menor hasta entonces que el de un obrero fabril, aumentó a 4.000 pesetas anuales, como el resto del funcionariado del Estado.
En lo que se refiere a las maestras republicanas, una de ellas, Benita Gil, exiliada en Francia y Checoslovaquia entre 1939 y 1980, al recibir en Praga la Encomienda de la Orden de Isabel la Católica al mérito civil, explicaba a sus 101 años: “Las mujeres cobrábamos lo mismo que los hombres y estábamos igual de bien consideradas. En general, los maestros eran muy valorados en los pueblos, excepto si alguno era una calamidad”. Benita enseñaba a sus alumnas a leer, escribir, cálculo mental, geografía, historia, música, aunque no religión. Carecían de libros o cuadernos gratuitos, pero “cada clase contaba con una pequeña asignación para el material más simple y adquirir algún libro de lectura”.

### Periodo de desarrollo (1933-1936)
Las elecciones de 1933 seccionaron la base de la República y sentenciaron el futuro de las maestras republicanas. Paradójicamente, la participación masiva de la mujer como votante, dio el poder a la confederación de derecha tradicionalista CEDA, liderada por Gil Robles que suspendió la financiación a la educación estatal y paralizó el proceso de «descontaminación religiosa» emprendido por los herederos del institucionismo krausista. La CEDA, minuciosa y sistemáticamente, cerró la puerta al aperturismo pedagógico de signo europeo, aunque concedió a priori –y salvado el aparato de educación de las instituciones católicas– el premio de un buen plan de bachillerato y una comisión para la reforma técnica de la escuela. Pero ni siquiera eso pudo fructificar en beneficio de la educación porque se agudizó el constante cambio de ministros de Instrucción –hasta dieciséis ministros durante la República–, que haría imposible realizar objetivos a medio plazo.

### Guerra Civil (1936-1939)

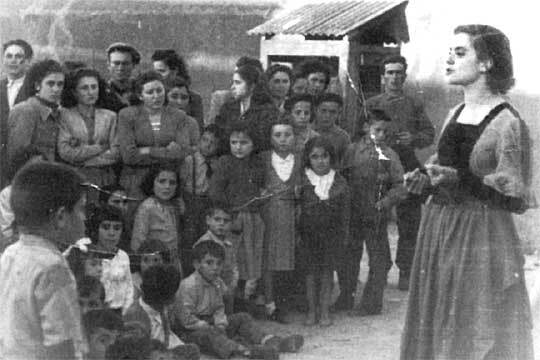
Maestra rural hacia 1936.

La llegada al poder en febrero de 1936 del Frente Popular, no fue más que un efímero ‘golpe de mano’ en el contexto de la educación progresista y laica. Ese ‘canto del cisne’ –y los violentos excesos que generó en algunos ámbitos– «agudizarían la respuesta» de la rebelión militar y serviría como coartada en «el aparato propagandístico» de la represión, «clima de terror» que según el conjunto de estudiosos afectó de forma especial al colectivo de maestros y funcionarios de la Segunda República.
Como punto de partida de dicha «caza de brujas», puede consultarse el Boletín Oficial del Estado número 27 de 11 de noviembre de 1936, página 153, donde aparece el texto del Decreto 66 que regula la depuración del personal docente.

### Depuración (1940-1945)
Ya en el siglo xxi, un estudio de José Pedro Marín García de Robles y Álvaro Moreno Egido para el Ministerio de Educación, Cultura y Deporte, describe así el proceso de ‘depuración’:

«La labor de las revisiones recayó primero en la Oficina Técnico-Administrativa y, desde 1939, en la Comisión Superior Dictaminadora. Hasta 1942 en que se suprimió, fue esta Comisión quien resolvía tanto los expedientes de depuración como los recursos de revisión. Desde 1942 la labor recayó en el Juzgado Superior de Revisiones, creado expresamente para esta tarea. Éste permaneció hasta 1961, aunque las revisiones se prolongaron, por lo menos, hasta 1969. Morente Valero, calculó que en el ACME se custodian las tres cuartas partes del total de expedientes de revisión que se abrieron. La cuantificación total es difícil debido a la dilatación del proceso en el tiempo y a la ausencia de publicación en los boletines de la mayoría de las resoluciones sobre revisión. Las revisiones podían ser a instancia de la parte afectada o de oficio. Las de oficio eran las menos habituales, y se abrían cuando se poseían nuevos elementos de juicio, denuncias de particulares y/o autoridades, o por influencia de los tribunales militares. Las revisiones a petición del interesado era lo más habitual, aunque no siempre se aceptaban estas demandas. Este proceso se caracterizó, en general, por una atenuación de las sanciones iniciales, debido a una mayor valoración de los escritos de descargo y los avales presentados, así como por una valoración más objetiva y crítica por parte de la CSD y el JSR. Esto no significaba que el proceso se diluyera, sino que se limitó la extrema arbitrariedad con la que solían actuar las comisiones depuradoras».

En total, los especialistas calculan que «se sancionó aproximadamente entre un 25% y un 30% de los docentes depurados. Todo ello es una indudable muestra de la importancia que el magisterio iba a tener para el nuevo régimen como elemento fundamental para su consolidación».
Lógicamente, el modelo previsto por el nuevo gobierno tenía unos objetivos, si no antagónicos, muy diferentes.

### Las maestras del exilio
Aunque no existen cifras, un importante número de maestras presentes en el exilio republicano desde el primer momento, realizarían una destacada y en muchos casos providencial labor de continuidad docente y apoyo moral en los campos de refugiados en Francia y más tarde en los países del exilio, en especial en México, y en menor medida en Cuba, Chile, Argentina y Venezuela.

## Testimonios críticos
Quizá la reflexión o testimonio más importante relacionado con el tema y que engloba la materia de las maestras durante la Segunda República es el expresado por Amnistía Internacional en su manifiesto titulado Para pasar página, primero hay que leerla, dedicado al capítulo de la recuperación de la Memoria Histórica española.

## Testimonios literarios
Varios géneros literarios han recogido documentación y noticia sobre las maestras en el periodo republicano, con ejemplos pedagógicos profesionales como el Diario de una maestra (1961) de Dolores Medio, la visión de Elena Quiroga en Escribo tu nombre (1993 [1965]), o la Historia de una maestra (1990) de Josefina Aldecoa, complementadas en el apartado de maestros con Primer destino (1989) de Salvador García Jiménez.
Entre los ejemplos básicos puede destacarse Mi diario, donde la maestra republicana María Sánchez Arbós recoge los detalles de la pedagogía avanzada del momento.

30 de agosto de 1935: En cada clase colocaremos 54 cuadernos con plumas, lápices, gomas, tizas blancas y de colores. También dejaremos en cada una 54 libros de lectura. Para las clases mayores, la Antología de prosistas castellanos de Menéndez Pidal. Las clases intermedias tienen Flor de leyendas, El conde Lucanor, la Ilíada y la Odisea. En las clases primeras leerán los Cuentos de Andersen y de Grimm, y los más pequeños, "Muñecos" y "Medio Castilla". Está la escuela como nueva y con irresistible atractivo para habitarla y trabajar en ella gustosamente.
María Sánchez Arbós, Mi diario, 1989

Otro ejemplo interesante citado por Expeleta Aguilar es el del novelista gallego Eduardo Blanco Amor, y su recuerdo de la alfabetización a partir de los ideales educativos de la Primera República en «Xente ao lonxe» (1972), traducida como Aquella gente (1976).
El personaje de la maestra de escuela tuvo ya sus precedentes en la obra galdosiana. Así, en el episodio nacional La Primera República (1911), el escritor describe con su precisión y humor habituales a varias maestras del siglo xix destinadas a Cartagena para poner en funcionamiento una escuela innovadora. Los retratos de las primitivas sufragistas son descaradamente satíricos: Doña Gramática era “una matrona un tanto maciza, con aire de institutriz o profesora de casa grande” –e insiste Galdós– “insoportable la carcamurria pedantesca y el traqueteo gramatical de aquella buena señora”. Por su parte, Doña Caligrafía era “una señora delgaducha algo ajada y canosa, natural de Cartagena”.

## Testimonios gráficos

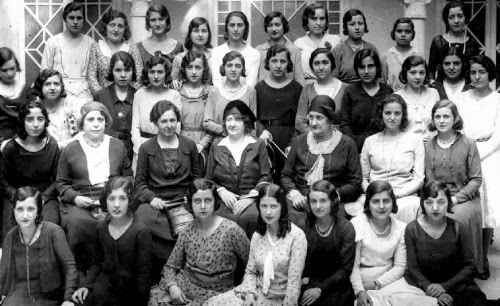
Promoción de maestras de la Escuela Normal hacia 1925.

Distintas instituciones tanto oficiales como privadas, fundaciones, organizaciones sindicales y centros culturales de varia ideología, guardan abundante aunque disperso y poco catalogado material y documentación gráfica sobre la maestra en el ámbito general del periodo republicano.
Aunque puede resultar injusto hacer una selección de nombres del tan extenso como incompleto listado de maestras de este periodo histórico, si podrían quizá destacarse, por su personalidad, los nombres de María Zambrano, Elena Soriano, Rosa Sensat i Vila, Julia Vigre, Alejandra Soler, Carme Serrallonga, Benita Asas, Concha Peña Pastor, Jimena Menéndez-Pidal, Gloria Giner de los Ríos García o Carmen Conde, entre muchas otras.

## Estadísticas incompletas
A pesar de la atención dedicada al tema en el último cuarto del siglo xx y primeras décadas del xxi, no se han podido encontrar conclusiones estadísticas significativas sobre aspectos como la proporción de mujeres en los cuadros educativos durante la Segunda República, en relación con el número de maestros varones; ni la progresión –que sí parece claro que hubo– en la proporción creciente de mujeres maestras en el periodo republicano. Tampoco existen cifras completas sobre el número de maestras expedientadas, juzgadas, condenadas, humilladas, asesinadas o exiliadas durante y al final de la guerra civil española.
Solo un dato parece seguro: por decreto, ninguna maestra española conservó su puesto de trabajo en 1940. Y en cualquier caso, «el balance de la depuración fue un éxito para los intereses que amparaba el franquismo, porque propició el control social necesario para sostenerse durante casi 40 años».

## Homenajes y reconocimientos
Además de una importante parcela de publicaciones relacionadas con el tema con clara intención de "admirativo tributo testimonial", pueden anotarse en el capítulo de reconocimientos:
- Las maestras de la República de Pilar Pérez Solano, ganadora del Premio Goya 2013 a mejor película documental.[48][49]

- Diversas calles y placas en distintas localidades españolas,[50] y eventuales actos de solidaridad o de homenaje, que compondrían una dilatada lista.[51]